# Thibaut van Luxemburg-Saint Pol
Thibaut van Luxemburg-Saint Pol (Frankrijk, 1410 - Rome, 1 september 1477) was een Frans edelman, abt en bisschop, en werd later in zijn leven tot kardinaal gecreëerd doch niet benoemd. 
Hij was de op één na oudste zoon van  Peter I van Luxemburg, graaf van Brienne en Saint-Pol, heer van Fiennes, Erquinghem en Armentières, en Marguerite de Baux. Hijzelf was heer van Fiennes, graaf van Brienne en heer-gemaal van Zottegem. Hij trouwde met Philipotta (Philippine) van Melun (1420-1456, dochter van Jan IV van Melun) in 1441. Ze kregen negen kinderen, onder wie Philippe de Luxembourg (later bisschop van Le Mans en kardinaal), Jan van Luxemburg en Jacobus I van Luxemburg-Fiennes (heren van Zottegem met het Egmontkasteel). 
Na de dood van zijn echtgenote Philipotta werd Thibaut lid van de orde der cisterciënzers en werd commendatair abt van Igny en Ourscamps. In 1465 werd hij tot bisschop van Le Mans verkozen. Hij werd tot kardinaal verheven door paus Sixtus IV in 1474, maar dat besluit werd nooit gepubliceerd. Thibaut trad in 1476 af als bisschop ten voordele van zijn zoon Philippe. Hij ligt begraven in de kathedraal van Le Mans.